# Chinook (cratera)
Chinook é uma cratera marciana. Tem como característica 20 quilômetros de diâmetro. Deve o seu nome a Chinook, uma pequena localidade em Alberta, Canadá.